# Điphenyl thủy ngân
Điphenyl thủy ngân là hợp chất thủy ngân cơ kim rắn màu trắng với công thức hóa học Hg(C6H5)2. Trong lịch sử hợp chất này từng được quan tâm vì là chất cơ kim đặc biệt ổn định nhưng nó ít có ứng dụng vì độc tính cao của nó.

## Điều chế
Điphenyl thủy ngân là kết quả của việc cho phenyl thủy ngân(II) acetat tác dụng với natri stannat, cách khác của phản ứng thủy ngân halide và phenyl magie bromide, hoặc phản ứng của bromobenzen với hỗn hống natri.

## An toàn
Điphenyl thủy ngân, giống như nhiều hợp chất thủy ngân khác, rất độc hại.